# On voulait prendre la mer
Pour plus de détails, voir Fiche technique et Distribution.
On voulait prendre la mer (Wir wollten aufs Meer) est le premier film du réalisateur allemand Toke Constantin Hebbeln. Sorti en 2012, il retrace l'histoire d'amis que le système dictatorial de la République démocratique allemande rend ennemis. 

## Synopsis
Deux nouveaux venus dans le port de Rostock, Andreas, le survolté, et Cornelis rêvent de devenir marins mais pour cela ils doivent accepter d'espionner le contremaître Matthias pour le compte du colonel de la Stasi Seler. Andreas accepte dans l’espoir de pouvoir ensuite prendre la mer. Cornelis, qui entretient une relation sentimentale, non tolérée en RDA, avec l’étudiante vietnamienne Phuong Mai, hésite puis prend rapidement conscience que son meilleur ami Andreas l'a déjà trahi : Matthias est enlevé devant ses yeux par des agents de la Stasi. Les deux amis en viennent aux mains et, au cours de leur bagarre, Andreas est renversé par un camion. Grièvement blessé, il est transporté à l’hôpital. Cornelis s’enfuit en voiture avec son amie vers la Tchécoslovaquie pour essayer de fuir à l'Ouest.
Peu de temps avant qu'Andreas soit opéré, des agents de la Stasi lui arrachent les aveux du projet de fuite que Cornelius et lui avaient forgé plusieurs années auparavant. Ils lui font comprendre sans ambiguïté qu’il pourrait bien ne pas survivre à l’anesthésie s’il gardait ces plans pour lui...
Cornelis et Phuong atteignent la frontière tchécoslovaque où ils sont surpris par les gardes-frontières. Cornelis attire leur attention et se laisse prendre pour permettre à Phuong de s'échapper et de se rendre à Hambourg où elle trouve un travail dans la communauté vietnamienne. Elle essaie d'établir un contact avec Cornelis mais celui-ci est condamné pour sa tentative d’évasion et détenu à la prison de Cottbus. Il y retrouve Matthias, également détenu. Cornelis redoute que Matthias découvre qu’il est impliqué dans son arrestation, mais au fil du temps les deux redeviennent amis. 
Andreas a survécu à l'opération, mais il est maintenant dans un fauteuil roulant. Il est recruté par la Stasi pour filmer dans une maison des réunions clandestines. Il organise confortablement sa vie dans cette maison où il est hébergé. Il apprend l'arrestation de Cornelis et se rend à Cottbus. Il questionne Cornelis et rend compte à la Stasi. Celle-ci lui remet les lettres de Phuong auxquelles il répond en imitant l'écriture de Cornelis. Phuong a eu un fils mais Cornelis ne le sait pas...

## Fiche technique
- Titre : On voulait prendre la mer
- Titre original : Wir wollten aufs Meer
- Réalisation : Toke Constantin Hebbeln
- Scénario : Ronny Schalk et Toke Constantin Hebbeln
- Direction artistique :
- Décors : Lars Lange
- Costumes : Judith Holste
- Montage : Simon Blasi
- Musique : Nic Raine
- Photographie : Felix Novo de Oliveira
- Son :
- Production : Manuel Bickenbach, Alexander Bickenback, Nico Hofmann, Ariane Krampe, Jürgen Schuster.
- Sociétés de production :  UFA Cinema et Frisbeefilms
- Sociétés de distribution : Wild Bunch
- Pays d'origine : Allemagne
- Format : Couleur - 2,35:1 - 35 mm
- Budget :
- Langue : Allemand
- Durée : 117 minutes
- Genre : Drame
- Dates de sortie : 
  -  Allemagne : 13 septembre 2012

## Distribution
- Alexander Fehling : Cornelis Schmidt
- August Diehl : Andreas Hornung
- Ronald Zehrfeld : Matthias Schönherr
- Thao Vu : Phuong Mai
- Rolf Hoppe : le colonel Seler
- Sylvester Groth : Roman